# Sete Lagoas
Sete Lagoas este un oraș în Minas Gerais (MG), Brazilia.